# Asz-Szatt asz-Szarki
Asz-Szatt asz-Szarki (arab. شط الشرقي, trl. Ash-Shaţţ ash-Sharqī, fr. Chott ech Chergui) – zagłębienie bezodpływowe (szott) w północno-zachodniej Algierii, w prowincji Sa’ida, na obszarze gór Atlas, na Wyżynie Szottów, na wysokości od 985 do 1000 m n.p.m; w porze deszczowej jezioro, w porze suchej rozległe solnisko; miejsce występowania źródeł termalnych; siedlisko roślin i zwierząt ujętych w Czerwonej księdze gatunków zagrożonych; obszar wpisany na listę konwencji ramsarskiej.

## Hydrografia
Jest to wielośrodowiskowy system wodno-błotny, o światowym znaczeniu dla różnorodności biologicznej. Są to zarówno rozlewiska wody słonej, słonawej, jak i słodkiej. W porze deszczowej zagłębienie wypełnia się wodą, tworząc bezodpływowe, słone lub słonawe jezioro. Powierzchnia jeziora Asz-Szatt asz-Szarki jest zmienna w zależności od ilości opadów. Średnia głębokość wynosi około 25 cm. W porze suchej jest rozległym solniskiem. Na obszarze zlokalizowane są również źródła termalne.
Szott jest drugim co do wielkości w Afryce Północnej po tunezyjskim Szatt al-Dżarid. Ma około 170 km długości i 20 km szerokości. Powierzchnia jego zlewiska wynosi 49 450 km².
Część zalegającej wody jest wchłaniana do podłoża, a następnie procent z niej trafia do podziemnego obiegu, płynącego do najniżej położonych obszarów zagłębienia. Zawartość składników mineralnych w wodzie waha się od 1 do 3 g/l.
Istnieją źródła wody słodkiej, które wybijają przez cały rok i tworzą małe, płytkie zbiorniki wodne.

## Klimat
Obszar charakteryzuje się bioklimatem półpustynnym. Średnia roczna temperatura powietrza wynosi 14,8 °C. Najcieplejszym miesiącem jest lipiec ze średnią temperaturą wynoszącą 26,3 °C, maksymalną sięgającą 35,3 °C. Najzimniejszym miesiącem jest styczeń ze średnią temperaturą 6,1 °C i minimalną dochodzącą do 0,2 °C. Rocznie średnio występuje 6 dni śnieżnych. Mrozy są zjawiskiem obserwowanym średnio przez 48 dni w roku. Średnia roczna suma opadów wynosi 276 mm. Notowanych jest średnio 47 dni deszczowych w ciągu roku. Wilgotność względna powietrza waha się od 37% w lipcu do 74,5% w grudniu. Średnia minimalna wilgotność powietrza wynosi 14,6% w lipcu, a maksymalna 94,7%. 
Obszar podlega wpływom silnych wiatrów, wiejących zimą z północnego zachodu oraz latem od południa. Częste jest występowanie sirocco.

## Flora
Roślinność stanowią głównie gatunki endemiczne: Euphorbia guyoniana, Holenackeria polyodon, Carum foetidum, Frankenia thymifolia, Thymus ciliatus, Helianthemum apertum, Anacyclus cyrtolepidiodes, a także gatunki autochtoniczne – Tamarix boveana, tamaryszek francuski (Tamarix gallica), Pyrus gharbiana, głożyna afrykańska (Ziziphus lotus).

## Fauna
Awifauna reprezentowana jest m.in. przez dwa gatunki z rodziny kaczkowatych (Anatidae), ujęte w Czerwonej księdze gatunków zagrożonych Międzynarodowej Unii Ochrony Przyrody: podgorzałkę zwyczajną (Aythya nyroca) o kategorii NT (bliski zagrożenia) oraz marmurkę (Marmaronetta angustirostris) o kategorii VU (narażony). Oprócz tych stwierdzono obecność hubary saharyjskiej o kategorii VU, żwirowca łąkowego (Glareola pratincola), szczudłaka zwyczajnego (Himantopus himantopus) i kulona zwyczajnego (Burhinus oedicnemus). To także miejsce występowania gazeli górskiej o kategorii zagrożenia wyginięciem VU.

## Ochrona
2 lutego 2001 szott został wpisany na listę konwencji ramsarskiej. Jest największym spośród 50 algierskich obszarów objętych konwencją. Określono 5 typów systemów wodno-błotnych występujących na jego terenie:
- obszar stałych stawów, słonych rozlewisk, słonawych i stale alkalicznych (Sp),
- obszar okresowych stawów, słonych rozlewisk, słonawych i stale alkalicznych (Ss),
- obszar stałych stawów i rozlewisk wody słodkiej (Tp),
- słodkowodne obszary wodno-błotne zdominowane przez drzewa (Xf),
- obszary wodno-błotne ze źródłami termalnymi (Zg).

Nadmierny wypas, kłusownictwo, pustynnienie oraz wycinka drzew na opał stanowią zagrożenie dla naturalnego ekosystemu zagłębienia.

## Gospodarka
Obszar wykorzystywany jest jako miejsce wypasu zwierząt gospodarskich, głównie owiec i wielbłądów.